# Nambassa

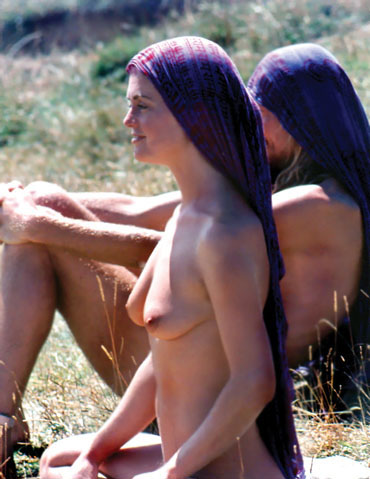
Một phụ nữ Híp-pi tại Lễ hội Nambasa năm 1978

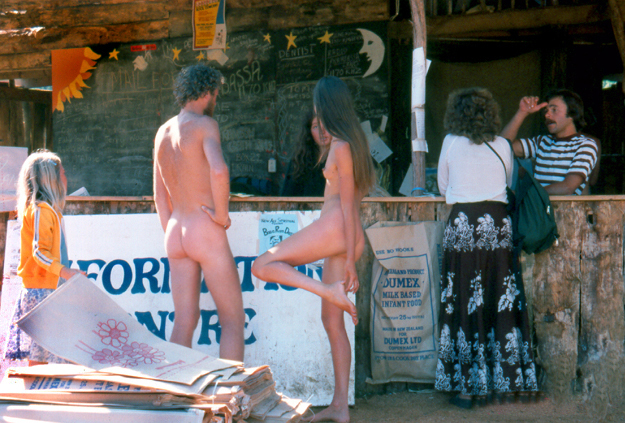
Những người Híp-pi trong làng

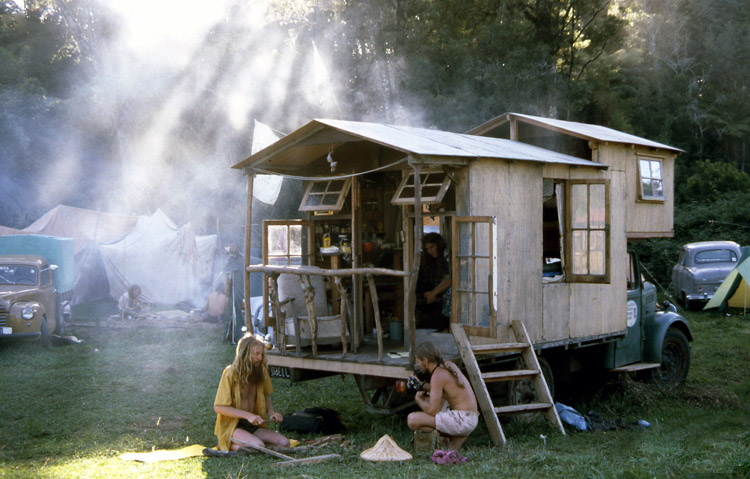
Những ngôi nhà xe năm 1981

Nambassa là một loạt các lễ hội do những người Hippie (Híp-pi) hình thành, lễ hội này được tổ chức từ năm 1976 đến 1981 tại các trang trại lớn xung quanh Waihi và Waikino ở New Zealand. Đó là những lễ hội âm nhạc, nghệ thuật và thay thế tập trung vào đề tài hòa bình, tình yêu và lối sống thân thiện với môi trường. Ngoài hoạt động giải trí phổ biến, họ còn tổ chức các buổi hội thảo và trưng bày để ủng hộ lối sống thay thế và các vấn đề sức khỏe tổng quát, thuốc thay thế, năng lượng sạch và bền vững cũng như thực phẩm không pha trộn, tẩm ướp.
Phong trào Hippie ở New Zealand là một phần của hiện tượng quốc tế trong những năm 1960 và 1970 ở thế giới phương Tây, báo trước một nền văn hóa nghệ thuật mới về âm nhạc, tự do và cách mạng xã hội, nơi hàng triệu thanh niên trên toàn cầu đang phản kháng chống lại các tiền nhân của cựu trào thế giới và đón nhận một đặc tính Hippie mới. Cụ thể, văn hóa nhóm của New Zealand có nền tảng là hòa bình và hoạt động chống hạt nhân của những năm 1960, nơi những người Hippie đang tích cực cố gắng ngăn chặn sự tham gia của New Zealand vào chiến tranh Việt Nam và ngăn chặn người Pháp thử vũ khí hạt nhân tại đảo san hô Mururoa ở Polynesia thuộc Pháp ở quần đảo Thái Bình Dương.
Lễ hội âm nhạc và các lựa chọn thay thế kéo dài ba ngày vào tháng 1 năm 1979, được tổ chức vào cuối tuần kỷ niệm Auckland, đã thu hút hơn 75.000 khách quen, khiến nó trở thành sự kiện âm nhạc đại chúng, đa văn hóa và nghệ thuật lớn nhất thuộc loại này trên thế giới. Nambassa cũng là tên bộ lạc của một tổ chức từ thiện đã bảo vệ những ý tưởng bền vững và thể hiện những lý tưởng phản văn hóa thực tế, lối sống thay thế dựa trên tinh thần, chủ nghĩa môi trường và các vấn đề xanh từ đầu những năm 1970 đến nay. Tháng 1 năm 1981 thì Lễ kỷ niệm năm ngày của Nambassa về văn hóa âm nhạc, thủ công mỹ nghệ và lối sống thay thế trên một trang trại tại Thung lũng Waitawheta giữa Waihi và Waikino với 15.000 người tham dự-giảm mạnh so với lễ hội năm 1979. Mặc dù sự kiện này thua lỗ, nhưng nó đã thay đổi đáng kể đặc điểm của nó từ nhạc rock sang văn hóa hippie và Thời đại mới.